# Virga Jessecollege (Hasselt)

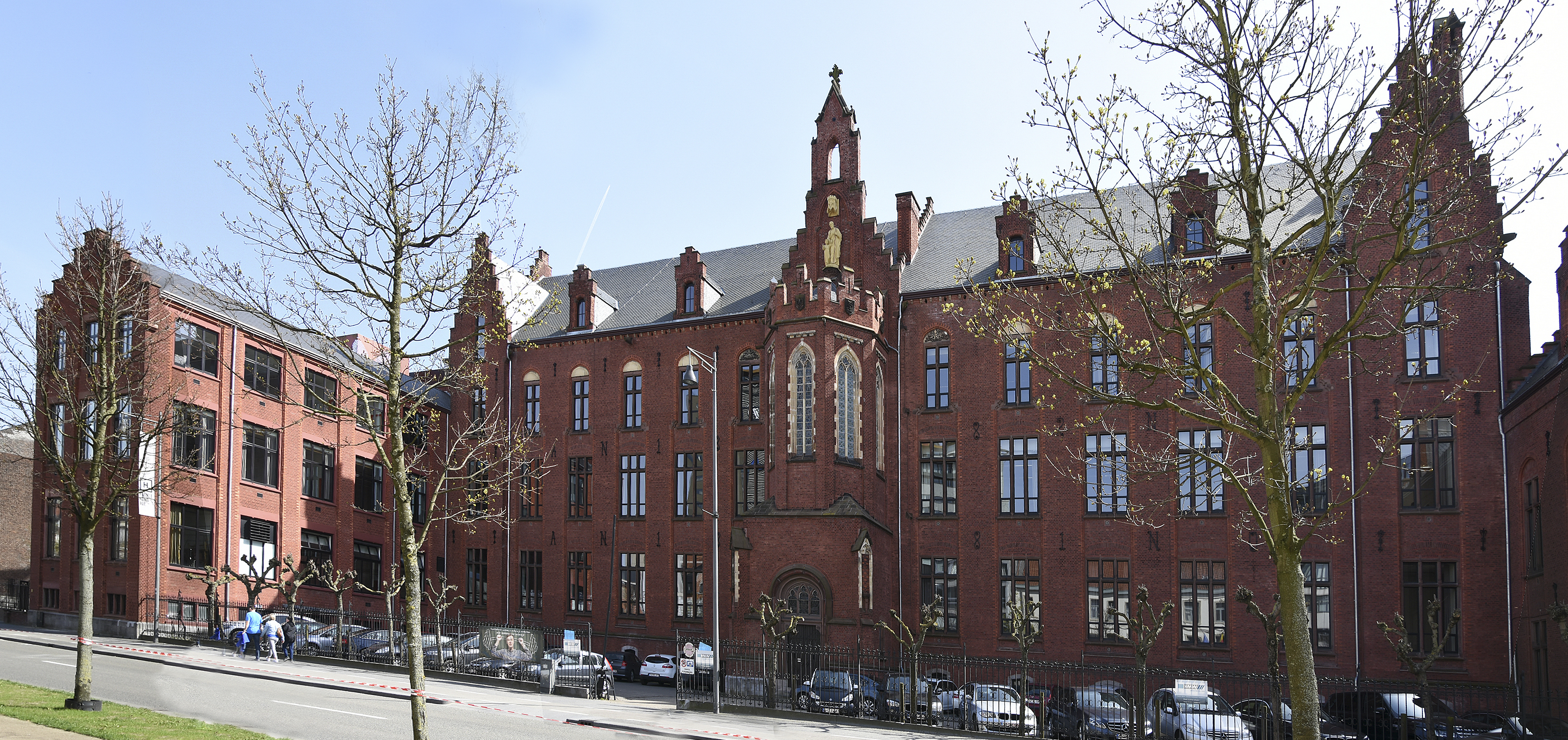
Het Virga Jessecollege

Het Virga Jessecollege is een katholieke secundaire school in Hasselt die vooral aso-richtingen aanbiedt.

## Geschiedenis
Het Virga Jessecollege is ontstaan door fusie (1999) van het bisschoppelijk Sint-Jozefscollege, een voormalige jongenshumaniora en de humaniora Virga Jesse, (genoemd naar de patroonheilige van de stad Hasselt), een voormalige meisjeshumaniora gelegen aan de Maastrichterstaat en de Maastrichtersteenweg. Hoewel beide scholen voor de fusie reeds voor sommige onderdelen gemengd waren, dreigden ze elkaars concurrent te worden, door overlappend aanbod aan studierichtingen. Vandaar dat de inrichtende macht in 1999 overging tot een fusie. Daardoor is het sindsdien de grootste ASO-school van Hasselt.

### Sint-Jozefscollege (1881-1999)
Het Hasseltse Sint-Jozefscollege dateert van 1882 en werd opgericht als een reactie op de antikatholieke schoolwetten van 1879 van de regering-Frère-Orban-Van Humbeeck, waarvan een groot aantal leden vrijmetselaar waren. Limburg telde toen slechts vier katholieke secundaire scholen voor jongens: het Sint-Jozefscollege in Beringen, het kleinseminarie in Sint-Truiden, het Sint-Lambertuscollege in Peer en het Sint-Michielscollege in Bree. Er was toen slechts beperkte mobiliteit, zodat in het agrarische, achtergestelde Limburg slechts een begoede minderheid het hoge schoolgeld kon betalen.
Er werd in Hasselt een comité opgericht dat zich de bouw aantrok voor een school waar zowel lager als secundair onderwijs kon worden ingericht. September 1881 werd de eerste steen gelegd door Monseigneur Doutreloux. Een goed jaar later werd het neogotisch gebouw in gebruik genomen. In 1883 werd ook gestart met een internaat.

### Humaniora Virga Jesse (1935-1999)
De school werd opgericht om de stijgende vraag naar voortgezette opleiding voor meisjes te beantwoorden. Zuster Gemma was de eerste directrice. De school kreeg de reputatie een strenge, voorname en christelijke opvoeding aan te bieden. De school betrok een gebouw in de Maastrichterstraat. Tijdens de oorlogsjaren werd de school opgeëist voor het onderbrengen van soldaten. Ondanks deze moeilijke omstandigheden haalden de eerste leerlingen in 1941 hun diploma secundair onderwijs.
In de jaren zeventig kende men een explosieve groei van het aantal leerlingen, deels door de babyboom, anderzijds door de vrouwenemancipatie, waarbij meisjes meer en meer voor een humaniora kozen. Een nieuwbouw werd gebouwd op de Maastrichtersteenweg, 100 meter verderop net buiten de kleine ring. Daar bevindt zich sinds de fusie de derde graad. De eerste en tweede graad blijven in de gebouwen van het oude Sint-Jozefscollege aan de Guffenslaan (Groene Boulevard).

## Inzamelacties
Elk jaar worden er meerdere acties op poten gezet om goede doelen te steunen, bijvoorbeeld rond het thema kansarmoede. Het kan dan gaan om een geldinzameling door middel van een sponsorloop, of de jaarlijkse kerstmarkt op school, waar de leerlingen van alles verkopen ter ondersteuning van de goede doelen.

## Architectuur
De gebouwen van het college zijn een voorbeeld van architecture parlante ("sprekende architectuur"). De neogotische bouwstijl weerspiegelt het christelijk programma van de instelling en verwijst naar de gotische middeleeuwen. Het er schuin tegenoverliggende atheneum in neoclassicistische stijl doet dit evenzeer en verwijst naar haar vrijzinnig neutraal karakter.